# Благоустрій населених пунктів
Благоу́стрій насе́лених пу́нктів — комплекс робіт з інженерного захисту, розчищення, осушення та озеленення території, а також соціально-економічних, організаційно-правових та екологічних заходів з покращання мікроклімату, санітарного очищення, зниження рівня шуму та інше, які здійснюють на території населеного пункту з метою її раціонального використання, належного утримання та охорони, створення умов щодо захисту і відновлення сприятливого для життєдіяльності людини довкілля.
Благоустрій населених пунктів — сукупність різноманітних видів упорядкування міст, селищ і сіл, що створюють зручні, здорові й культурні умови життя населення. До основних видів благоустрою населених пунктів належать: зовнішнє впорядкування вулиць, площ, набережних і житлових кварталів; транспортне обслуговування населення; водопостачання, освітлення, озеленення, обводнення, телефонізація, радіофікація, очищення міст (у тому числі каналізація) тощо. Рівень благоустрою населених пунктів тісно пов'язується із плануванням та забудовою населеного пункту (див. містобудівництво), з його енергетикою (наявністю і потужністю теплофікації, електрифікації й газифікації) та інженерною підготовкою території.

## Завдання благоустрою
Завданнями благоустрою є:
- розроблення і здійснення ефективних і комплексних заходів з утримання територій населених пунктів у належному стані, їх санітарного очищення, збереження об'єктів загального користування, а також природних ландшафтів, інших природних комплексів і об'єктів;
- організацію належного утримання та раціонального використання територій, будівель, інженерних споруд та об'єктів рекреаційного, природоохоронного, оздоровчого, історико-культурного та іншого призначення;
- створення умов для реалізації прав суб'єктами у сфері благоустрою населених пунктів.

## Об'єкти благоустрою та їх використання
Об'єкти благоустрою використовуються відповідно до їх функціонального призначення для забезпечення сприятливих умов життєдіяльності людини на засадах їх раціонального використання та охорони з урахуванням вимог правил благоустрою території населених пунктів, місцевих правил забудови, інших вимог, передбачених законодавством.
До об'єктів благоустрою населених пунктів належать:
- території загального користування:
  - парки (гідропарки, лугопарки, лісопарки, парки культури та відпочинку, парки — пам'ятки садово-паркового мистецтва, спортивні, дитячі, історичні, національні, меморіальні та інші), рекреаційні зони, сади, сквери та майданчики;
  - пам'ятки культурної та історичної спадщини;
  - майдани, площі, бульвари, проспекти;
  - вулиці, дороги, провулки, узвози, проїзди, пішохідні та велосипедні доріжки;
  - пляжі;
  - кладовища;
  - інші території загального користування;
- прибудинкові території;
- території будівель та споруд інженерного захисту територій;
- території підприємств, установ, організацій та закріплені за ними території на умовах договору.

До об'єктів благоустрою можуть належати також інші території в межах населеного пункту.
Згідно з Державним класифікатором будівель та споруд ДК 018–2000 деякі об'єкти благоустрою, зокрема парки, майдани, площі, вулиці, дороги тощо належать до споруд інженерного призначення.

## Елементи благоустрою
Елементами благоустрою є:
1. покриття площ, вулиць, доріг, проїздів, алей, бульварів, тротуарів, пішохідних зон і доріжок відповідно до діючих норм і стандартів;
2. зелені насадження (у тому числі снігозахисні та протиерозійні) уздовж вулиць і доріг, в парках, скверах, на алеях, бульварах, в садах, інших об'єктах благоустрою загального користування, санітарно-захисних зонах, на прибудинкових територіях;
3. будівлі та споруди системи збирання і вивезення відходів;
4. засоби та обладнання зовнішнього освітлення та зовнішньої реклами;
5. технічні засоби регулювання дорожнього руху;
6. будівлі та споруди системи інженерного захисту території;
7. комплекси та об'єкти монументального мистецтва;
8. обладнання (елементи) дитячих, спортивних та інших майданчиків;
9. малі архітектурні форми;
10. інші елементи благоустрою, визначені нормативно-правовими актами.

## Організація та забезпечення благоустрою населених пунктів
Організацію благоустрою населених пунктів забезпечують місцеві органи виконавчої влади та органи місцевого самоврядування відповідно до повноважень, установлених законом.
Підприємства, установи, організації забезпечують благоустрій земельних ділянок, наданих їм на праві власності чи праві користування відповідно до закону.
Утримання та благоустрій прибудинкової території багатоквартирного житлового будинку, належних до нього будівель, споруд проводиться балансоутримувачем цього будинку або підприємством, установою, організацією, з якими балансоутримувачем укладено відповідний договір на утримання та благоустрій прибудинкової території.
Благоустрій присадибної ділянки проводиться її власником або користувачем цієї ділянки. Власник або користувач присадибної ділянки може на умовах договору, укладеного з органом виконавчої влади чи органом місцевого самоврядування, забезпечувати належне утримання території загального користування, прилеглої до його присадибної ділянки.
Благоустрій присадибної ділянки, на якій розміщені житлові будинки, господарські будівлі та споруди, що в порядку, визначеному законодавством, взяті на облік або передані в комунальну власність як безхазяйні, проводиться відповідним органом місцевого самоврядування.